# 步兵第63联队
步兵第63联队是大日本帝国的一个步兵联队，1905年（明治38年）成立，1945年（昭和20年）解散。63联队在中国抗日战场中参与的最著名的战役是台儿庄战役，在这次战役中，63联队成功击杀1名中华民国陆军少将，时联队长福榮真平(二戰後因屠殺英澳戰俘被英軍槍斃)因此战于次年晋升为大日本帝国陆军少将。1944年12月，63联队被派到太平洋战场与美军作战，伤亡惨重，二战结束后不久就宣告解散。